# Горка Муравйовська
Горка Муравйовська (рос. Горка Муравьёвская) — присілок в Вельському районі Архангельської області Російської Федерації.
Населення становить 1553 особи. Входить до складу муніципального утворення Муравйовське муніципальне утворення.

## Історія
Від 1937 року належить до Архангельської області.
Від 2004 року належить до муніципального утворення Муравйовське муніципальне утворення.

## Населення
| 2002 | 2010  | 2012  | 2014  |
| ---- | ----- | ----- | ----- |
| 1426 | ↗2602 | ↘1541 | ↗1553 |